# Kohautia retrorsa
Kohautia retrorsa là một loài thực vật có hoa trong họ Thiến thảo. Loài này được (Boiss.) Bremek. mô tả khoa học đầu tiên năm 1952.